# Кучерявий Ярема Антонович
Ярема Антонович Кучерявий (нар. 15 січня 1939, с. Антонів — 23 червня 2009, м. Бережани) — український господарник, громадський діяч. 

## Життєпис
Народився 1939 року в селі Антонів Чортківського району Тернопільської області, нині Україна.
Закінчив Львівський сільськогосподарський інститут (1963, нині національний аграрний університет).
Депутат Тернопільської обласної ради 4-х скликань (від 1965).
Працював агрономом, головою правління колгоспу в селах Поплави і Новосілка (обидва — Підгаєцького району).
Від 1973 — начальник управління сільського господарства Бережанського району, голова Бережанського райвиконкому, директор консервного заводу в селі Жовнівка Бережанського району.
Помер 23 червня 2009 року в місті Бережани.

## Нагороди
- Заслужений працівник сільського господарства України (2007)
- орден«Знак Пошани» та інші нагороди